# KOI-4878.01
KOI-4878.01은 용자리에 존재하는 외계 행성이다. 2014년에 새로이 발견된 행성이다. 

## 설명
KOI-4878.01은 지구에서 1075광년 떨어진 곳에 위치하고 있으며 지구와 매우 유사한 환경을 가진 행성이 된다. 공전 주기도 449일로 지구와 크게 차이없는 양호한 공전 주기를 가지며 골디락스 존에 위치하여 잠재적으로 사람이 거주 가능한 행성 중에 하나로 꼽히는 슈퍼지구에 속하는 행성이다. 모항성인 KOI-4878 역시 태양계의 유일한 항성인 태양과 비슷한 G형 주계열성으로 이는 태양과 비슷한 특징을 가진 항성이 된다. KOI-4878.01은 케플러 우주망원경이 발견한 외계 행성 중에 하나가 되며 지구보다 2배 큰 질량을 가지고 있다. 이행성에 생명체가 존재한다면 고도로 발전된 생명체가 존재할 가능성이 높으며 외계인이라고 부르는 지적생명체가 외계문명을 이루고 살아가고 있을지도 모르는 행성이 된다. 또한 이행성은 지구와 같이 봄, 여름, 가을, 겨울과 같은 계절도 가지고 있을 것으로 추정되며 행성의 온도는 지구보다 약간 낮은 수준으로 충분히 사람이 살기에 좋은 환경을 가지고 있을 것으로 보이는 외계 행성이다.

## 같이 보기
- 지구형 행성
- 용자리
- 행성 거주가능성
- 지구 유사도 지수